# راجشواری چاترجی
راجشواری چاترجی (انگلیسی: Rajeshwari Chatterjee; ۲۴ ژانویهٔ ۱۹۲۲ – ۳ سپتامبر ۲۰۱۰) دانشمند و استاد هندی بود. او اولین مهندس زن از کارناتاکا محسوب می‌شد و خود را دانشمند-مهندس توصیف می‌کرد. در دوران فعالیتش در مؤسسه علوم هند (IISc) بنگلور، چاترجی به عنوان استاد و سپس رئیس دپارتمان مهندسی ارتباطات الکترونیک خدمت کرد.

## اوایل زندگی و تحصیلات
راجشواری چاترجی در ۲۴ ژانویه ۱۹۲۲ در کارناتاکا متولد شد. تحصیلات ابتدایی خود را در یک «مدرسه ویژه انگلیسی» که توسط مادربزرگش، کامالاما داساپا تأسیس شده بود گذراند. مادربزرگش یکی از اولین زنان فارغ‌التحصیل از میسور بود که در زمینه آموزش، به‌ویژه برای بیوه‌ها و زنان مطلقه بسیار فعال بود. پس از اتمام مدرسه، چاترجی وسوسه شد که تاریخ بخواند اما در نهایت فیزیک و ریاضیات را انتخاب کرد. او در کالج مرکزی بنگلور تحصیل کرد و مدرک کارشناسی (افتخارات) و کارشناسی ارشد خود را در ریاضیات دریافت کرد. در هر دو این امتحانات، او رتبه اول دانشگاه میسور را کسب کرد. او به ترتیب برای عملکردش در امتحانات کارشناسی و کارشناسی ارشد، جایزه مومادی کریشناراجا وودیار، جایزه ام.تی. نارایانا آیینگار و جایزه یادبود والترز را دریافت کرد.
در سال ۱۹۴۳، پس از کارشناسی ارشد، چاترجی به عنوان دانشجوی پژوهش در مؤسسه دانش هند (IISc) بنگلور در دپارتمان فناوری الکتریکی آن زمان در حوزه ارتباطات پیوست. او به فیزیکدان سی.وی. رامان مراجعه کرد تا تحت نظر او کار کند. برخی منابع می‌گویند که رامان از پذیرش او خودداری کرد و گفت که راجشواری مدرکی در فیزیک ندارد، در حالی که برخی دیگر می‌گویند که او مخالف پذیرش دانشجویان زن بود.
پس از جنگ جهانی دوم، یک دولت موقت در هند تشکیل شد تا قدرت را از بریتانیایی‌ها به هندی‌ها منتقل کند. این دولت به دانشمندان جوان و مستعد بورسیه‌هایی برای تحصیل در خارج از کشور اعطا می‌کرد. چاترجی برای بورسیه در زمینه الکترونیک و کاربردهای آن اقدام کرد و در سال ۱۹۴۶ به عنوان «دانشجوی مستعد» توسط دولت دهلی انتخاب شد و بورسیه تحصیل در خارج از کشور را دریافت کرد. چاترجی دانشگاه میشیگان، آن آربور در ایالات متحده را برای ادامه تحصیل انتخاب کرد. در دهه ۱۹۵۰، برای زنان هندی تحصیل در خارج از کشور بسیار دشوار بود. اما چاترجی مصمم بود این کار را انجام دهد. در ژوئیه ۱۹۴۷، یک ماه قبل از استقلال هند، او سفر خود به آمریکا را با کشتی نظامی تبدیل‌شده اس.اس. مارین اَدِر آغاز کرد و پس از ۳۰ روز به مقصد رسید.
در آمریکا، او در دانشگاه میشیگان پذیرفته شد و مدرک کارشناسی ارشد خود را از دپارتمان مهندسی برق دریافت کرد. سپس طبق قراردادش با دولت هند، یک دوره آموزشی هشت‌ماهه در بخش اندازه‌گیری فرکانس رادیویی در اداره ملی استانداردها در واشینگتن دی.سی. گذراند. پس از اتمام این دوره آموزشی، او در سال ۱۹۴۹ با بورسیه باربور به دانشگاه میشیگان بازگشت و تحصیلات خود را از سر گرفت. در اوایل سال ۱۹۵۳، او مدرک دکترای خود را تحت راهنمایی ویلیام گولد داو دریافت کرد و با موفقیت از پایان‌نامه خود دفاع کرد.

## زندگی شخصی
پدر راجشواری، شیورامجاه، وکیل مدافع در ننجنگود بود. مادربزرگ او، کمالاما داساپا، یکی از اولین زنان فارغ‌التحصیل در ایالت سابق میسور بود. راجسواری در سال ۱۹۵۳ با سیسیر کومار چاترجی، یکی از اعضای هیئت علمی IISc ازدواج کرد. این زوج صاحب یک دختر ایندیرا چاترجی شدند که اکنون استاد مهندسی برق و بیومدیکال در دانشگاه نوادا، رنو، ایالات متحده است.